# Ischnocnema juipoca
Eleutherodactylus juipoca là một loài ếch trong họ Leptodactylidae. Chúng là loài đặc hữu của Brasil.
Các môi trường sống tự nhiên của chúng là xavan ẩm, vùng đất ẩm có cây bụi nhiệt đới hoặc cận nhiệt đới, đồng cỏ khô nhiệt đới hoặc cận nhiệt đới vùng đất thấp, vùng đồng cỏ, và vườn nông thôn. Loài này đang bị đe dọa do mất môi trường sống.